# 1691년
1691년은 월요일로 시작하는 평년이다.

## 연호
- 청(淸) 강희(康熙) 30년
- 일본(日本) 겐로쿠(元禄) 4년
- 후 레 왕조(後黎朝) 찐호아(正和) 12년

## 기년
- 류큐(琉球) 쇼테이왕(尚貞王) 23년
- 청(淸) 성조 강희제(聖祖 康熙帝) 30년
- 조선(朝鮮) 숙종(肅宗) 17년
- 후 레 왕조(後黎朝) 희종(熙宗) 16년

## 사건
- 7월 12일 - 교황 인노첸시오 12세, 242대 로마 교황 취임.

## 사망
- 2월 1일 - 교황 알렉산데르 8세, 241대 로마 교황.
- 12월 30일 - 로버트 보일